# گاگیک تادئوسیان
گاگیک آغاسو تادئوسیان (ارمنی: Գագիկ Աղասու Թադևոսյան؛ ۲۹ ژوئن ۱۹۵۰ – ۱۴ ژانویهٔ ۲۰۲۴) یک مهندس و سیاستمدار اهل ارمنستان بود که از تاریخ ۱۹۹۵ تا تاریخ ۲۰۰۳ سمت نمایندگی دوره‌های اول و دوم مجلس ملی جمهوری ارمنستان را برعهده داشت.

## زندگی
در ۲۹ ژوئن ۱۹۵۰ در ایروان به دنیا آمد و از دانشگاه ملی پلی‌تکنیک ارمنستان فارغ‌التحصیل شد. وی همچنین برنده نشان برجسته افتخار شده است. وی در ۱۴ ژانویهٔ ۲۰۲۴ در سن ۷۳ سالگی در به علت ایست قلبی درگذشت.